# Профондијеро (Козенца)
Профондијеро је насеље у Италији у округу Козенца, региону Калабрија.
Према процени из 2011. године у насељу је живело 224 становника. Насеље се налази на надморској висини од 132 m.